# Carvatech
Carvatech Karosserie- und Kabinenbau GmbH ist ein österreichischer Hersteller von Kabinen für Seilbahnen und von Karosserien in Oberweis (Gemeinde Laakirchen). Vormals hieß das Unternehmen Swoboda Kabinenbau, Karosserie- & Stahlbau Ges. m. b. H. Im Jahr 2003 setzte die Firma mit ca. 60 Mitarbeitern 6,5 Mio. Euro um.

## Vorgeschichte

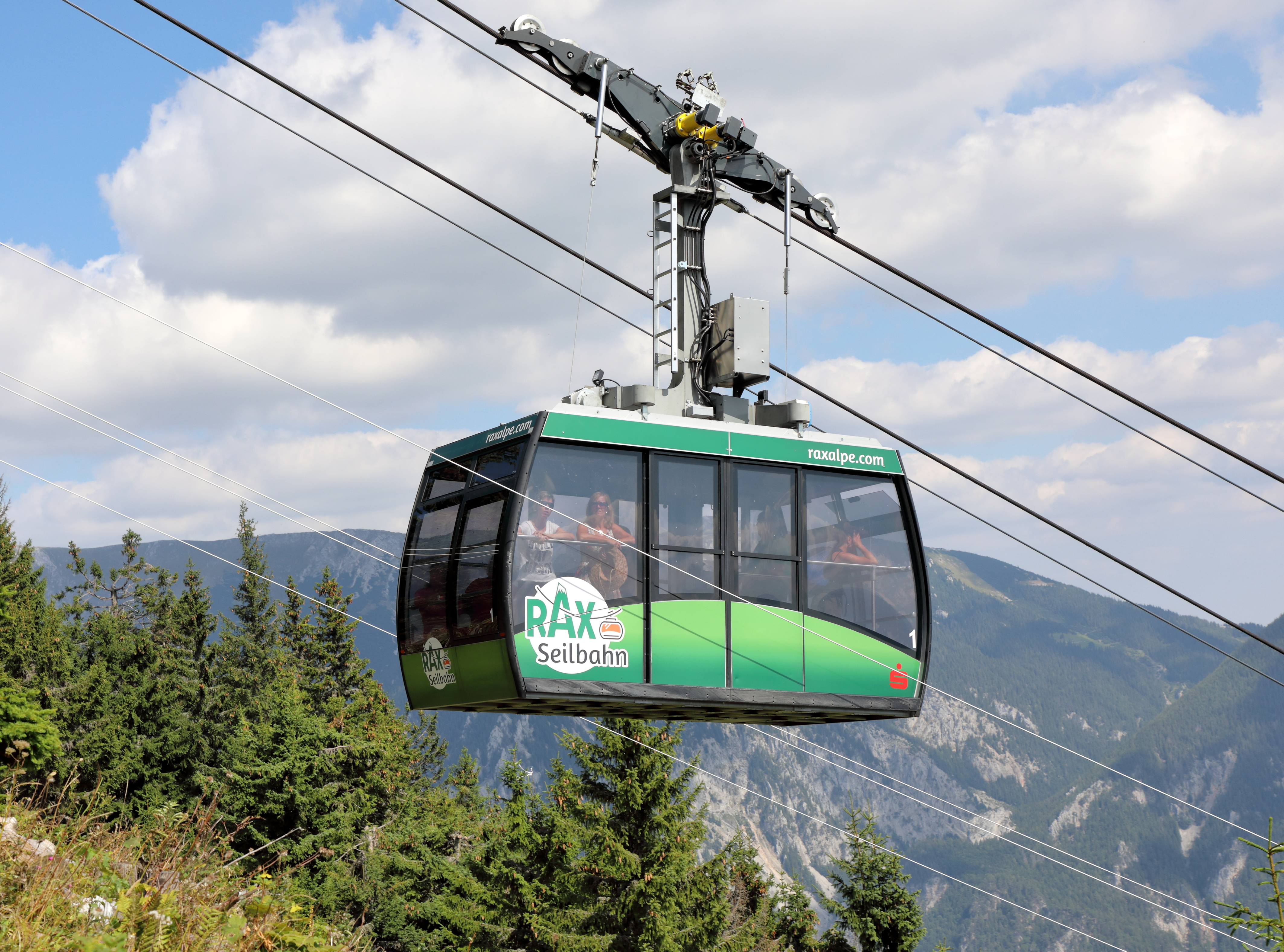
Kabine (4. Generation) der Raxseilbahn; gefertigt 2002, generalüberholt 2015/16

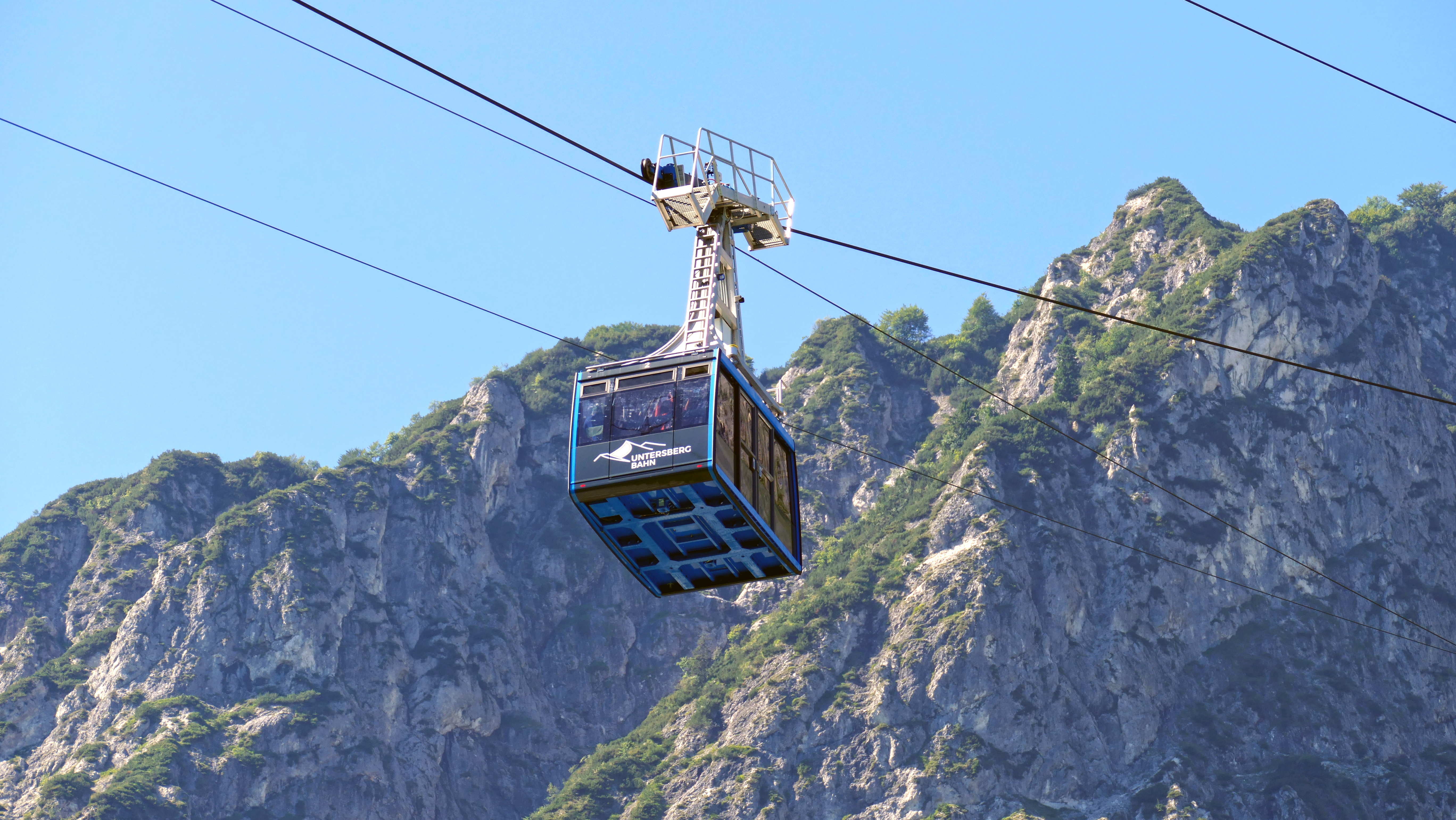
Carvatech Kabine der Untersbergbahn in Grödig, Salzburg

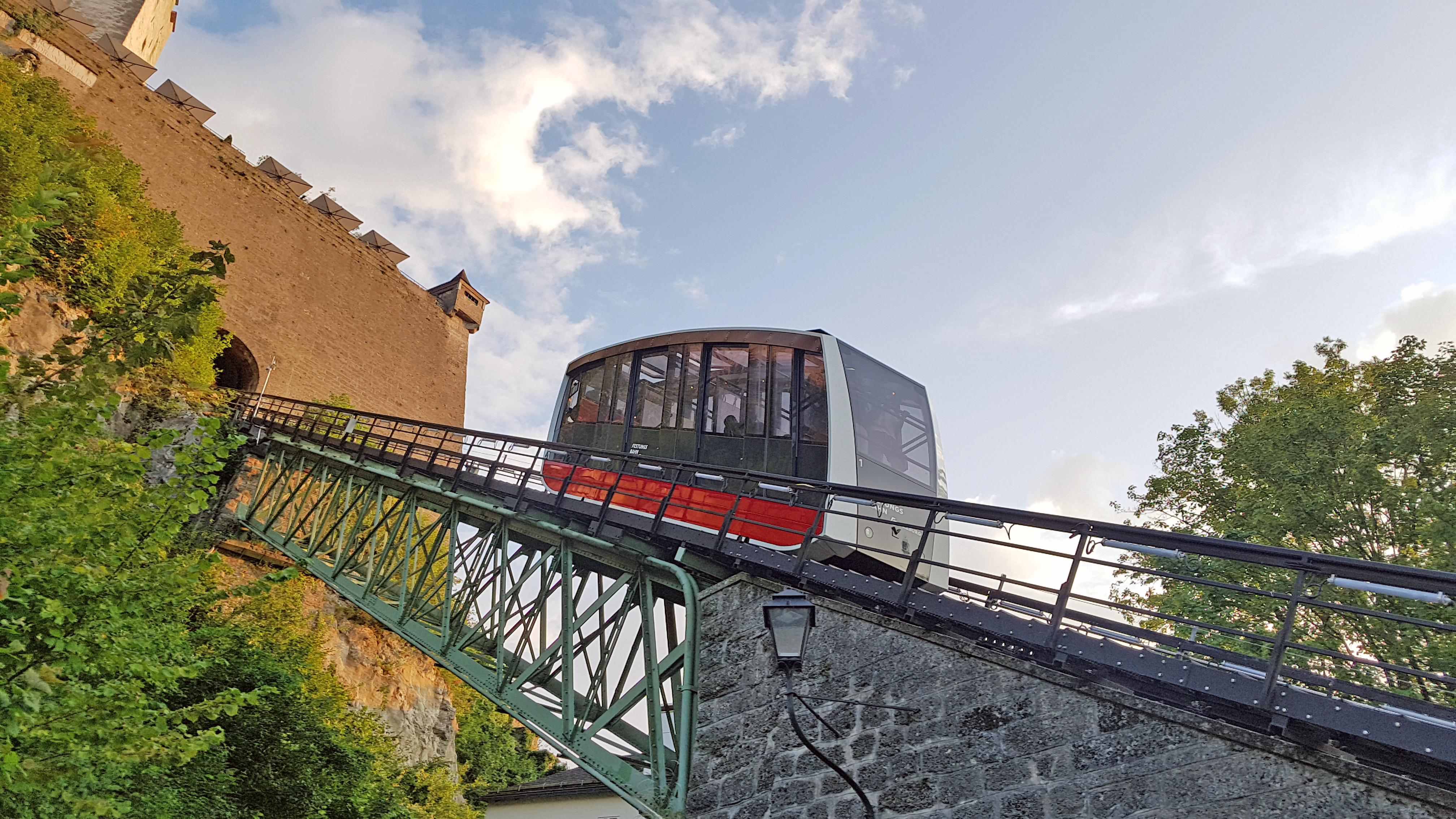
Carvatech Garnitur der Salzburger Festungsbahn

Das Unternehmen wurde kurz nach dem Zweiten Weltkrieg in Oberweis von Josef Swoboda als „Traunsteinwerkstätten Josef Swoboda“ gegründet. Zunächst standen Karosseriespenglerarbeiten im Vordergrund. Dieser Geschäftsbereich wurde in den 1970er Jahren im Rahmen einer Zusammenarbeit mit der Rosenbauer International AG um den Bau von Karosserien für Feuerwehrlöschfahrzeuge erweitert.
Seit 1956 werden auch Seilbahnkabinen gebaut. Seitdem wurden mehr als 100 Gondelbahnen sowie weit über 250 Pendelbahn- und Standseilbahn-Anlagen mit Kabinen ausgerüstet, etwas früher wurden die ersten Aufstiegshilfen (beispielsweise der Zistlalmlift bei Salzburg) geplant und errichtet.
Ende der 1960er wurden die „Traunsteinwerkstätten Josef Swoboda“ in (die) „Swoboda Traunsteinwerkstätten“ umbenannt. Dieser Name hielt sich über Jahre und ist auf allen gelb emaillierten Fabrikschildern angeschrieben. Ebenso finden sich der genaue Firmenname auf vielen Stützenschildern.

## Von Swoboda Traunsteinwerkstätten zu SSG
Nachdem sich von anderen Herstellern nach und nach kuppelbare Seilbahnsysteme durchsetzten, wurde auch bei den Swoboda Traunsteinwerkstätten an ein derartiges System gedacht. Hierfür holte man sich aus der Schweiz das Know-how – die Kuppeltechnik kam aus dem Hause Städeli, mit welchem die Swoboda Traunsteinwerkstätten ein spezielles Firmenkonstrukt einging. In der neuen Firma SSG (Swoboda Seilbahnbau Gesellschaft mit beschränkter Haftung) wurde das Wissen von Städeli (WSO) sowie die Anlagenkonstruktion und die Verkaufsabteilung von den Swoboda Traunsteinwerkstätten eingebracht – die Fabrikation und die Montage oblag weiterhin den Swoboda Traunsteinwerkstätten. Diese Unternehmensumgestaltung geschah 1984, und es wurden einige wenige Anlagen (Hössbahn, Grafenbergbahn, Jagerspitzbahn, Hösskogel etc.) von SSG geplant und verkauft, anschließend von Swoboda Traunsteinwerkstätten produziert und aufgestellt. Die Änderung der Verhältnisse schlug sich auch auf die Beschilderung der Anlagen wieder – zwar ist der Name Swoboda mit dem klassischen runden Schriftzug und dem Swoboda S vorhanden, allerdings wird zusätzlich „Seilbahnbau Gesellschaft M. B. H.“ angeschrieben; bei kuppelbaren Bahnen noch „System Städeli“.
Dieses Firmenkonstrukt ging bis in den Herbst 1986 gut, dann mussten die Swoboda Traunsteinwerkstätten Konkurs anmelden; nun wurden auch die restlichen Abteilungen in die Swoboda Seilbahnbau Gesellschaft m.b.H. übernommen und ein neuer Firmensitz in Regau bezogen. Am neuen Produktionsstandort wurde einem neuen Seilbahntyp gearbeitet, der Gruppenumlaufbahn und installierte die erste Anlage am Kasberg. Daneben lief der Bau anderer Anlagentypen weiter. Die Änderung der Besitzverhältnisse schlugen sich wiederum in der Anlagenbeschilderung nieder – ab sofort findet sich ein Schild mit der Aufschrift „SSG“ an jeder gebauten Anlage.

## Von SSG zu Garaventa und weitere Geschichte
Anfang der 1990er Jahre wurde Städeli von Garaventa übernommen. Der Standort in Regau wurde fortan von Garaventa benutzt. Garaventa Österreich fusionierte schließlich 1996 mit dem österreichischen Traditionsunternehmung Girak zu Girak-Garaventa; von nun an war das, was von Swoboda noch übrig war für den Bau von Sesseln für Girak-Garaventa verantwortlich, Seilbahnen wurden fortan in Korneuburg bei Wien im ehemaligen Girak Werk produziert. Garaventa fusionierte schließlich 2002 mit Doppelmayr zur Doppelmayr/Garaventa-Gruppe.
Zu der Firmengruppe von Swoboda gehörte bis 2001 auch das Autohaus „Automobile Swoboda“ mit Filialen am selben Ort und in Timelkam.
Im Nachgang der Brandkatastrophe der Gletscherbahn Kaprun 2 im Jahr 2000 wurde auch gegen Angehörige der Firma Swoboda ermittelt, welche die beiden Züge für die Standseilbahn gebaut hatten. Das Verfahren endete mit Freisprüchen. Die Verantwortung von Swoboda blieb in Folge jedoch umstritten.

## Carvatech
Am 1. September 2005 wurde die Swoboda Seilbahnbau GmbH in Carvatech umbenannt. Das Unternehmen wurde im April 2001 von neuen Eigentümern übernommen. Der Name CARVATECH verweist auf die aktuellen geschäftsführenden Gesellschafter hin (CARosserie Vockenhuber Aschauer). In heutigen Firmeninformationen (Internet, Prospekte etc.) wird zwar auf die lange Tradition des Unternehmens hingewiesen, dabei jedoch gänzlich auf den Gebrauch des Namens „Swoboda“ verzichtet. Mit der Neustrukturierung der Eigentumsverhältnisse, zog die Verwaltung von Carvatech vom Schloss Oberweis in neu errichtete Büroräumlichkeiten um.

## Bauwerke
Folgende Tabelle beinhaltet eine unvollständige, beispielhafte Aufstellung der Seilbahnen, die von Swoboda gebaut wurden. Die drittletzte Spalte gibt die Anzahl der Personen wieder, die pro Gehänge befördert werden können.
| Ort/Skigebiet              | Liftname                                 | Bauart                       | Personen                   | Baujahr | Anmerkung                                                                        |
| -------------------------- | ---------------------------------------- | ---------------------------- | -------------------------- | ------- | -------------------------------------------------------------------------------- |
| Grödig                     | Untersbergbahn                           | Zweiseilbahn                 | 2 x 50                     | 1961    | Carvatech Gondeln seit Dezember 2018                                             |
| Salzburg                   | Zistlalmlift                             | Schlepplift                  | 2                          | 1951    | 1987 stillgelegt und abgetragen                                                  |
| Bad Leonfelden             | Sternstein                               | Kombibahn                    | 8 (Kabine) bzw. 6 (Sessel) | 2009    | Kombibahn mit Sesseln und Kabinen                                                |
| Brandnertal                | Dorfbahn                                 | Einseilumlaufbahn            | 8                          | 2007    | nur Kabinen Type ULTRA, Seilbahn von Doppelmayr                                  |
| Brandnertal                | Panoramabahn                             | Pendelbahn                   | 60                         | 2007    | nur Kabinen, Seilbahn von Steurer Seilbahnen                                     |
| Dachstein                  | Dachstein-Südwandbahn                    | Pendelbahn                   | 50 (+10)                   | 2013    | nur Kabinen, eine mit Aussichtsterrasse                                          |
| Haag am Hausruck           | Luisenhöhe                               | Sesselbahn                   | 1                          | 1964    |                                                                                  |
| Hochfilzen                 | Hochfilzen 1 und 2                       | Schlepplifte                 | 2                          | ?       |                                                                                  |
| Hinterstoder               | Hössbahn                                 | Einseilumlaufbahn            | 6                          | 1985    | geplant von SSG, ausgeführt von Swoboda, Kabinen von Carvatech 2010 modernisiert |
| Hinterstoder               | Hösskogel                                | Sesselbahn                   | 2                          | 1985    | geplant von SSG, ausgeführt von Swoboda                                          |
| Kaprun                     | Gletscherbahn Kaprun 2                   | Standseilbahn                | 180                        | 1974    | nur Fahrbetriebsmittel, Seilbahn von Waagner-Biro                                |
| Kufstein                   | Kaiserlift I und II                      | Sesselbahn in zwei Sektionen | 1                          | 1970    | 2015 von Doppelmayr renoviert                                                    |
| Grän                       | Gondelbahn Füssener Jöchle               | Einseilumlaufbahn            | 8                          | 1998    | nur Kabinen Type ULTRA, Seilbahn Doppelmayr                                      |
| Meran 2000                 | Ifinger Seilbahn                         | Pendelbahn                   | 48                         | 1968    | nur Kabinen, Seilbahn von Trojer                                                 |
| Monte Baldo                | Malcesine-San Michele-Monte Baldo        | Pendelbahn                   | 45 bzw. 80                 | 2002    | nur Kabinen (Typ Rotair), Seilbahn Doppelmayr                                    |
| Naturns                    | Naturns-Unterstell                       | Pendelbahn                   | 25                         | 2004    | nur Kabinen, Seilbahn von Doppelmayr                                             |
| Ravascletto/Monte Zoncolan | Valcalda-Monte Zoncolan                  | Funifor                      | 100                        | 2007    | nur Kabinen, Seilbahn von Doppelmayr                                             |
| Schenna                    | Taser                                    | Pendelbahn                   | 25                         | 2004    | nur Kabinen, Seilbahn von Doppelmayr                                             |
| Stubaier Gletscher         | Gamsgarten                               | Sesselbahn                   | 2                          | 1981    |                                                                                  |
| Westendorf                 | Fleidingbahn                             | Sesselbahn                   | 3                          | 1983    | 2019 abgetragen                                                                  |
| Embach                     | Hörndllift                               | Schlepplift                  | 2                          | 198?    | Gehänge von Doppelmayr                                                           |
| Hinterglemm                | Bergfriedlift, Seekarlift, Mitteregglift | Schlepplifte                 | 2                          | 1999    | Gehänge von Doppelmayr                                                           |
| Söll                       | Silleralmbahn                            | Sesselbahn                   | 3                          | 1985    | 2008 abgetragen                                                                  |
| Scheffau                   | Brandstadlbahn I und II                  | Sesselbahnen                 | je 2                       | 1972    | 2002 abgetragen                                                                  |
| Brixen im Thale            | Sonnberglift                             | Sesselbahn                   | 2                          | 1970    | 1986 abgetragen                                                                  |
| Kasberg                    | Gruppenumlaufbahn (GUB)                  | Gondelbahn                   | 12 je Gondel (16)          | 1988    |                                                                                  |

## Weblinks

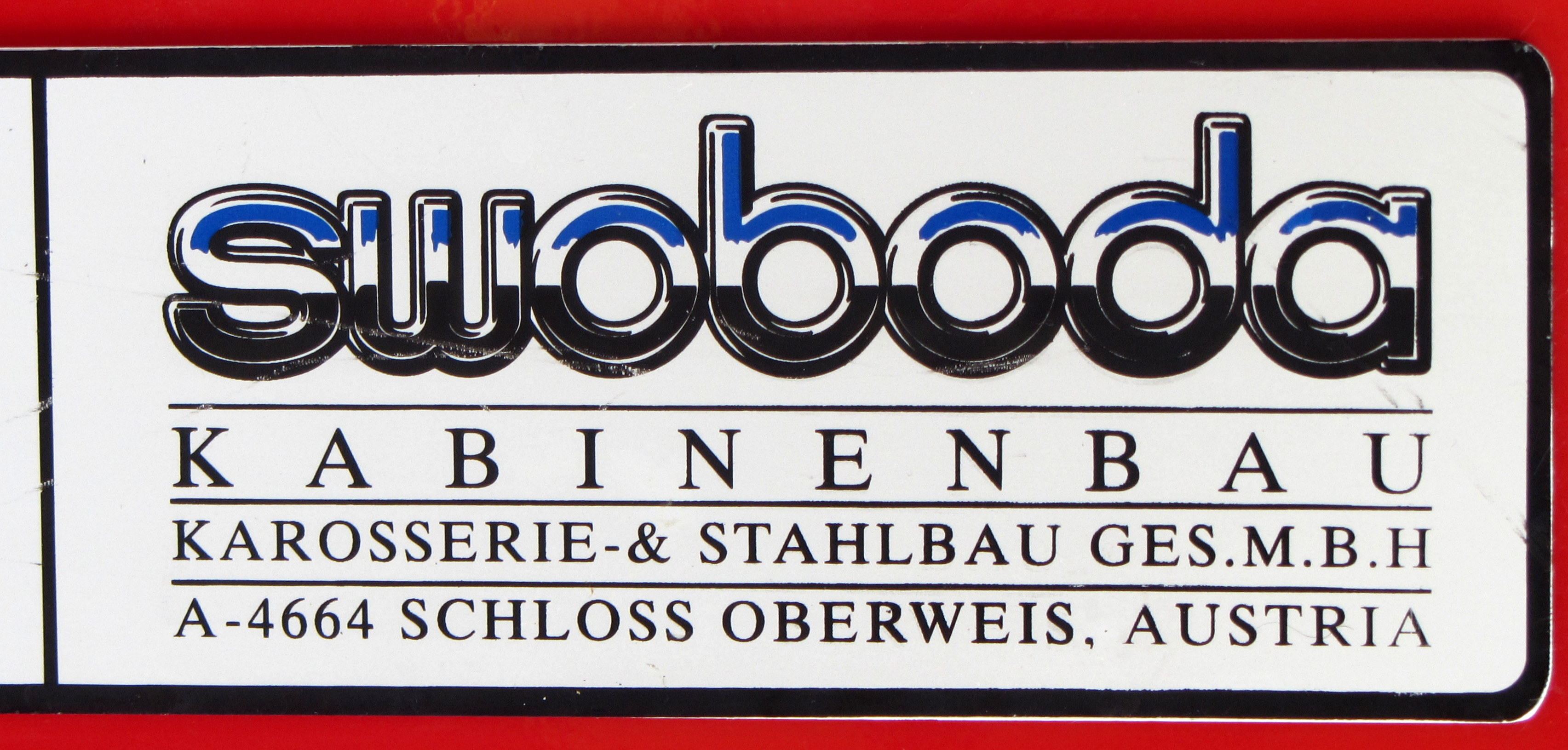
Swoboda-Kabine mit Typenschild, 1998